# فهرست میراث جهانی در آلبانی
میراث جهانی در آلبانی شامل ۴ اثر (۲ اثر فرهنگی، ۱ اثر طبیعی و ۱ اثر ترکیبی) از مکان‌های تاریخی فرهنگی و طبیعی در آلبانی می‌باشد. سایت‌های میراث جهانی سازمان آموزشی، علمی و فرهنگی ملل متحد، یونسکو مکان‌هایی هستند که دارای اهمیت فرهنگی یا طبیعی هستند، همان‌طور که در پیمان‌نامه میراث جهانی یونسکو، که در سال ۱۹۷۲ تأسیس شده، شرح داده شده‌است. آلبانی این پیمان‌نامه را در تاریخ ۱۰ ژوئیه ۱۹۸۹ پذیرفت و مکان‌های تاریخی این سرزمین را برای ورود به این فهرست واجد شرایط دانست.
تا سال ۲۰۱۹، چهار سایت در آلبانی ثبت شده‌اند و چهار سایت دیگر در فهرست آزمایشی قرار دارند. نخستین اثر ثبت شده در این کشور، شهر باستانی باتروتام بود که در شانزدهمین جلسه یونسکو در سال ۱۹۹۲ به فهرست میراث افزوده شد. مرکز تاریخی گیروکاستر در سال ۲۰۰۵ به عنوان موزه-شهر گیروکاستر ثبت شده‌است. در سال ۲۰۰۸، با اضافه شدن مرکز تاریخی برات به فهرست میراث مرکزهای تاریخی برت و گیروکاستر تشکیل شد. در سال ۲۰۱۷، مناطق رودخانه گاشی و رایسه به عنوان بخشی از جنگل‌های کهنسال راش کارپات و مناطق دیگر اروپا که با یازده کشور دیگر مشترک است، به این فهرست افزوده شدند. در سال ۲۰۱۹، سایت میراث طبیعی و فرهنگی دریاچه اهرید، در جنوب‌غربی مقدونیه شمالی و شرق آلبانی که در مرز کوهستانی این دو کشور قرار گرفته‌است، آخرین اثر ثبت شده میراث جهانی یونسکو در آلبانی است.

## میراث جهانی
یونسکو سایت‌ها را با ده معیار فهرست می‌کند. هر ورودی باید حداقل یکی از معیارها را داشته باشد.
| # | نگاره          | نام                            | موقعیت          | سال  | شماره ثبتمعیارها       | شرح | م             |
| ۱ | بوتینت         | باتروتام                       | ولوره           | ۱۹۹۲ | ۵۷۰(iii)               | باتروتام از شهرهای یونان باستان بوده که در دوره‌های امپراتوری روم به عنوان اسقف‌نشین و سپس توسط بیزانسی‌ها و دودمان کاپتی آنژو و ونیزی‌ها اشغال شد و سرانجام در اواخر قرون وسطی از اشغال خارج شد. این شهر دارای مکانهای برجسته باستان‌شناسی شامل یک تئاتر یونانی، یک تعمیدگاه باستانی، یک قصر سلطنتی قرن نهم و استحکامات مربوط به دوره مستعمره یونان تا قرون وسطی است. | [ ۱۱ ]        |
| ۲ | برات           | مرکزهای تاریخی برت و گیروکاستر | برات، گیروکاستر | ۲۰۰۵ | ۵۶۹(iii)(IV)           | برات و ژیروکاستر به عنوان نمونه‌های نادری از معماری رایج دوره عثمانی ثبت شده‌است. برات شاهد همزیستی جوامع مختلف مذهبی و فرهنگی در طول قرن‌ها بوده‌است. این قلعه در قرن ۱۳ ساخته شده‌است هر چند که ریشه‌های آن به قرن چهارم قبل از میلاد می‌رسد. منطقه ارگ شامل تعداد زیادی از کلیساهای بیزانس، عمدتاً از قرن ۱۳ و همچنین یک بازار، یک مسجد قرن ۱۸ و دو کلیسا است. گیروکاستر همچنین دارای مجموعه ای از خانه‌های دو طبقه است که در قرن ۱۷ ساخته شده‌اند. | [ ۱۲ ]        |
| ۳ | دره نزدیک لانژ | جنگل‌های کهنسال راش             | کوکس، الباسان   | ۲۰۱۷ | ۱۱۳۳(ix)               | این مکان به‌طور مشترک با کشورهای اتریش، بلژیک، بلغارستان، کرواسی، آلمان، ایتالیا، رومانی، اسلواکی، اسلوونی، اسپانیا و اوکراین به عنوان یک اثر فراملی ثبت شده‌است. بیش از ۷۰ درصد از سایت در اوکراین واقع شده‌است. این منطقه شامل دو پارک ملی و ذخیره‌گاه زیست‌کره است که بیشتر آن در اسلواکی قرار دارد. رودخانه گاشی و جنگل‌های راش کهنسال رایسه در آلبانی مرکزی روند گسترش هولوسن این گونه جنگل‌ها را پس از یخبندان نشان می‌دهند و کامل‌ترین و جامع‌ترین الگوهای زیست‌محیطی و فرایندهای خالص و مخلوط جنگل‌های راش اروپا را در انواع شرایط محیطی به نمایش می‌گذارند. | [ ۱۳ ]        |
| ۴ |                | دریاچه اهرید                   | کورچه           | ۲۰۱۹ | ۵۶۲۶(iii)(iv)(vii)(ix) | این مکان که در جنوب‌غربی مقدونیه شمالی و شرق آلبانی که در مرز کوهستانی این دو کشور قرار گرفته‌است به عنوان یک اثر فراملی ثبت شده‌است. منطقه پیرامون شهر پوگرادتس در سواحل دریاچه ایلیری‌ها در سده ۵ پیش از میلاد سکونتگاه ایلایی‌ها و پس از آن رومی‌ها و اسلاوها بوده‌است. آثار به جا مانده از جاده رومی از طریق اگناتیا نشان از اهمیت مسیر عبوری از منطقه است. ویرانه‌های کلیسای لین حضور مسیحیت در این منطقه را نشان می‌دهد. مرکز تاریخی پوگرادتس نمونه‌ای از معماری بومی آلبانی را در قرن نوزدهم تا بیستم نشان می‌دهد.                                          | [ ۱۴ ] [ ۱۵ ] |

## فهرست آزمایشی
علاوه بر سایت‌های موجود در فهرست میراث جهانی، کشورهای عضو می‌توانند فهرستی از سایت‌های آزمایشی را که ممکن است برای نامزدی در نظر بگیرند، در این فهرست قرار دهند. نامزدها در فهرست میراث جهانی تنها در صورتی پذیرفته می‌شوند که سایت قبلاً در فهرست آزمایشی قرار داشته باشد.
تا سال ۲۰۱۸، آلبانی ۵ سایت را در لیست آزمایشی خود ثبت می‌کند.
| # | نگاره | نام                           | موقعیت | سال ثبت | ش ثبت معیارها    | شرح | م      |
| ۱ |       | آمفی‌تئاتر دورس                | دورس   | ۱۹۹۶    | ۹۱۰ (v)          | آمفی‌تئاتر رومی دورس بزرگترین تماشاخانه در بالکان بود. این آمفی‌تئاتر شکل بیضوی دارد و طولانی‌ترین محور آن ۱۳۶ متر (۴۴۶ فوت) و ۲۰ متر (۶۶ فوت) طول دارد. ظرفیت آن تا ۲۰ هزار تماشاگر را داشت. پس از سده چهارم پس از میلاد، فعالیت آمفی‌تئاتر به تدریج متوقف شد. کاوش‌های باستانی در این سایت از سال ۱۹۶۶ آغاز شده‌است. | [ ۱۸ ] |
| ۲ |       | آرامگاه‌های پادشاهی سلکا پوشتم | کورچه  | ۱۹۹۶    | ۹۰۹(iii)         | آرامگاه‌های ایلیریایی در نزدیکی شهر پوگرادتس در نزدیکی روستای سلکی واقع شده‌است. بیشتر آرامگاه‌ها در سده ۳ پیش از میلاد ایجاد شده و در صخره حک شده‌اند. این آرامگاه‌ها در ابتدا برای پادشاهان ایلاری ساخته شد ولی بعدها برخی از مقبره‌ها مورد استفاده مجدد قرار گرفته‌اند. | [ ۱۹ ] |
| ۳ |       | شهر باستانی آپولونیا          | فیر    | ۲۰۱۴    | ۵۸۸۵(ii)(iii)(x) | این شهر احتمالاً در سده ۶ پیش از میلاد توسط مستعمره نشینان یونانی از کورفو و قرنتس تأسیس شد. این شهر در سده چهارم پیش از میلاد شکوفا شد و یک مرکز مهم تجاری و اقتصادی حوضه دریای آدریاتیک بود و در زمان روم، یکی از دروازه‌های ورود به اگناتیا بوده‌است. در طول زمان موجود فرهنگ و پیشرفت عمومی این شهر ضمن حفظ روابط نزدیک با سرزمین‌های ایلری، فرهنگ یونانی روشنی را حفظ کرده‌است. این شهر در دوره قرون وسطایی متروک شد. | [ ۲۰ ] |
| ۴ |       | دژ باشتووه                    | تیرانا | ۲۰۱۷    | ۶۲۵۹(IV)         | بر اساس منابع عثمانی، این دژ توسط ونیزی‌ها ساخته شده‌است تا از مسیرهای مهم محافظت کند. عثمانی‌ها آن را در سال ۱۴۷۸ فتح کردند و تغییرات ساختاری دیگری در آن ایجاد کردند. این قلعه دارای یک نقشه مستطیل شکل، ۶۰ متر (۲۰۰ فوت) در ۹۰ متر (۳۰۰ فوت)، و دارای سه ورودی است. دو برج مدور و یک برج مستطیل شکل آن تا به امروز حفظ شده‌است.                                                                                        | [ ۲۱ ] |